# Mimiculus maculatus
Mimiculus maculatus är en skalbaggsart som beskrevs av Jordan 1894. Mimiculus maculatus ingår i släktet Mimiculus och familjen långhorningar.
Artens utbredningsområde är Gabon. Inga underarter finns listade i Catalogue of Life.